# Kommende Boekzetel

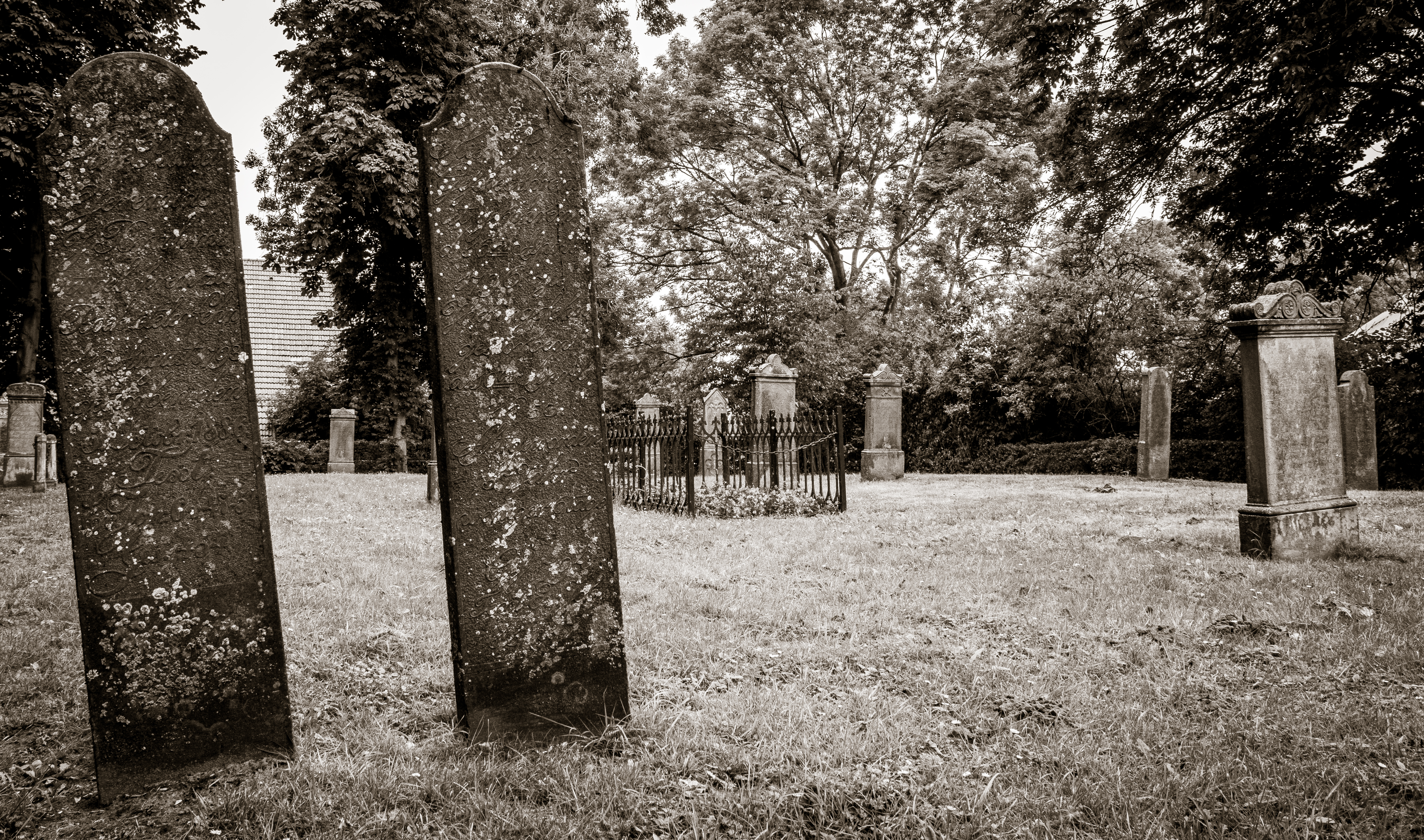
Der Klosterfriedhof

Die Kommende Boekzetel (auch Kloster Boekzetel genannt) war eine ostfriesische Kommende der Johanniter. Sie lag im Mittelalter westlich des Boekzeteler Meeres in Ostfriesland. Noch heute kennzeichnen drei dort liegende Gehöfte mit dem Namen Boekzeteler Kloster den Besitz der ehemaligen Kommende. Von den Höfen halbkreisförmig umschlossen liegt zudem auf einer Warft ein Friedhof. Die Fundamente von mittelalterlichen Mauerresten, die sich von dem östlich an den Friedhof grenzenden Hof bis unter den Friedhof hinziehen, lassen vermuten, dass dort die ehemalige Klosterkirche gestanden hat.

## Geschichte
Von den gut 30 Klöstern, die bis zur Reformation in Ostfriesland existiert haben, gehört Boekzetel zu denen, über die am wenigsten bekannt ist. 
Der Überlieferung zufolge gründeten Benediktiner ein Kloster in Boekzetel, das sie später nach Kloster Thedinga verlegten. Wann Boekzetel in den Besitz der Johanniter gelangte, ist unbekannt. Die Kommende wird bereits in einer Urkunde von 1319 als „Boukesete“ erwähnt, befand sich zu diesem Zeitpunkt also bereits im Besitz des Johanniterordens, der damit nicht in einer vollkommenen Einöde siedelte, sondern zumindest zum Teil kultiviertes Land erhielt. Über die weitere Geschichte ist wenig bekannt. 1499 sollte das Ordenshaus Boekzetel der Kommende Abbingwehr inkorporiert werden, wurde dann aber Außenhof der damals noch bestehenden Hasselter Kommende. Mit der Auflösung der Hasselter Kommende durch Enno II. ging auch Boekzetel in den Besitz des Grafen über. 1608 erhielten die Johanniter Hasselt und sein Vorwerk Boekzetel zurück. Erst 1806 ließ der König von Holland, dem Ostfriesland zu dieser Zeit unterstand, die Güter einziehen und erklärte sie zur Staatsdomäne.
Im 17. Jahrhundert ging das Klostergut in Pacht an Familie Harsebrock aus Emden über. Mitglieder dieser Familie, Caspar und Paul Harsebrock initiierten die Gründung des Boekzetelerfehns. Nach wirtschaftlichen Schwierigkeiten in den Eigentümerfamilien Cramer, Hoiten und Schinkel kaufte Jan Hansen Onken nach und nach die verbliebenen Teile des Klosterguts in den 90er Jahren des 18. Jahrhunderts (ab 1791). Im Besitz der Familie Onken und ihrer Nachkommen blieben die Klosterhöfe bis ins 20. Jahrhundert.
Im Juli 2011 führte die Ostfriesische Landschaft im Auftrag der Gemeinde Moormerland eine geophysikalische Untersuchung durch. Sowohl die Ergebnisse der geomagnetischen Untersuchung als auch die der elektrischen Widerstandsmessungen lieferten ein diffuses Bild. Auf dem noch heute genutzten Friedhof erfassten die Archäologen vage Umrisse eines etwa 25 × 8–10 Meter großen rechteckigen Bereichs. Dort vermuten sie die Klosterkirche, deren Längswände eine Fundamentbreite von 1,50 bis zwei Metern aufweisen. Demnach könnte das Kirchenschiff sieben bis acht Meter breit gewesen sein. Möglicherweise besaß es an der nördlichen Längswand ein Querschiff, das bei der Untersuchung im Süden nur angedeutet erschien. Ebenfalls an der nördlichen Längswand befand sich eine Vorhalle. Anhand der Widerstandsmessungen konnten die Archäologen auf der südlich des Friedhofs gelegenen Wiesenfläche eine geometrisch-rechtwinklige Struktur erfassen, die sich auf einer Fläche von 36 m Länge in Ost-West-Richtung und einer Breite in Nord-Süd von mindestens 15 m erstreckt. Möglicherweise blieb dort im Boden eine massivere Fundamentmauer erhalten. Große Teile des für die Klosterbebauung infrage kommenden Gebietes konnten jedoch nicht untersucht werden, da sie mit landwirtschaftlichen Gebäuden überbaut sind.